# José de Jesús González Gallo
José de Jesús González Gallo (Yahualica de González Gallo, Jalisco; 14 de enero de 1900-Yahualica de González Gallo. 9 de agosto de 1957) fue un abogado y político mexicano, miembro del Partido Revolucionario Institucional, que sirvió como senador, diputado federal y gobernador de Jalisco.

## Biografía
José de Jesús González Gallo, nacido en el municipio de Yahualica, Jalisco, que hoy lleva su nombre.
Hijo de Felipe González Vallejo y Josefina Gallo. Estudió la primaria en su ciudad natal Yahualica pero luego se mudó a Guadalajara donde ingresó al  Seminario Conciliar de San José y luego realizó estudios de posgrado en derecho. También formó parte de la Asociación de Jóvenes Católicos, cofundada por Silvano Barba González.
Trabajó para el Poder Judicial del Estado de Jalisco ocupando diferentes cargos, se desempeñó como juez en Jalostotitlán y Teocaltiche, secretario de la Corte Suprema de Justicia y juez penal y civil en Guadalajara. Fue diputado del Congreso de la Unión de 1930 a 1932.
Sirvió en el Senado de México por Jalisco de 1934 a 1940. Miembro del Partido Revolucionario Institucional (PRI), González Gallo fue designado por el presidente Manuel Ávila Camacho como secretario de la Presidencia de la República de 1940 a 1946.
De 1947 a 1953 se desempeñó como gobernador de Jalisco. En su primer año en el cargo, aprobó una ley para aumentar el número de jueces de la Corte Suprema de Justicia, Civil y Financiera, para fortalecer el poder judicial del estado en Guadalajara sobre los otros municipios del estado.
Mientras estuvo en el cargo, González Gallo encargó varios proyectos de modernización en Guadalajara, Chapala, San Pedro Tlaquepaque, Zapopan y su natal Yahualica. Entre estos proyectos se encuentran la construcción de más de 600 escuelas, kilómetros de carreteras y caminos, y la fundación del Instituto Tecnológico de Guadalajara. Su administración también apuntó a poner fin a la economía impulsada por las haciendas de las zonas rurales de Jalisco y reemplazarla con industrias agrícolas modernas, al tiempo que preservaba el caciquismo del campo del estado. Bajo su administración, el estado vivió su período de mayor estabilidad política y económica desde su creación en 1824, en parte porque destrabó importantes presupuestos del gobierno federal.
Durante su gubernatura se hizo una gran renovación urbana del centro histórico de Guadalajara y contrató al arquitecto Ignacio Díaz Morales para crear nuevos espacios públicos y mejoramiento del tráfico en la zona. Idearon la creación de una cruz de plazas en el centro histórico. A partir de la ya existente Plaza de Armas, se crearían tres más, la Plaza Guadalajara, la Plaza de la Liberación y la Rotonda de los Jaliscienses Ilustres. En el proceso fue ampliado el Paseo Alcalde para ayudar con la creciente demanda automovilística. Así pues, para agrandar las avenidas y crear las nuevas plazas fue necesario derribar edificios y emparejar el trazo de la calle. Aquellas demoliciones no han dejado de generar controversia, pues, aunque se procuró modernizar y agilizar al centro histórico, no deja de ser lamentable la pérdida irreparable de muchas construcciones antiguas con valor arquitectónico e histórico.
González Gallo murió en un accidente automovilístico en agosto de 1957. Su hermano Felipe González Gallo fue asesinado ese mismo año. El municipio de Yahualica de González Gallo en Jalisco lleva su nombre. Muchas calles y una avenida principal de Guadalajara llevan su nombre.

## Vida personal
González Gallo se casó con Paz Gortázar Gutiérrez y tuvo 8 hijos, 4 mujeres de nombre Paz, Adriana, Marcela y Cecilia y 4 hombres de nombre Jesús (Jesús González Gortázar, abogado y diputado federal de Jalisco), Alejandro, Fernando (Fernando González Gortázar, arquitecto, escultor y escritor quien construyó el Parque González Gallo en honor a su padre) y Federico. 
Por algunos años, dos de sus hermanos alternaron la presidencia municipal de Yahualica: Felipe González Gallo fue presidente de Yahualica en 1927, 1928-1929 y 1930-1931; Gregorio González Gallo fue presidente de Yahualica en 1929 y 1932-1933.